# Boris Shlapak
Ian Stone, nato Boris Vladimir Shlapak, (Chicago, 18 maggio 1950), è un ex giocatore di football americano ed ex calciatore statunitense.

## Carriera

### Football americano
Formatosi nella rappresentativa della Drake University e poi per i Michigan State Spartans football, rappresentativa dell'università statale del Michigan e, nella stagione 1972 è ingaggiato dalla franchigia NFL dei Baltimore Colts. Con i Colts, con i quali giocò otto incontri, non riuscì ad accedere ai playoff per il titolo. Le prestazioni di Shlapak furono pessime, e detiene il record negativo per i kickoff sbagliati, otto.
Nel 1974 giocò nella World Football League con i Chicago Fire.

### Calcio
Giocò negli stessi anni in cui si dedicava al football americano, militò con gli Ukrainian Lions.
Nel 1975, quando ormai aveva cambiato nome in Ian Stone, viene ingaggiato dalla neonata franchigia della NASL dei Chicago Sting. Con gli Sting, nei quali giocò un solo incontro di campionato, non riuscì ad accedere ai playoff del torneo 1975.